# Veronika Malá
Veronika Malá (* 6. Mai 1994 in Písek) ist eine tschechische Handballspielerin, die dem Kader der tschechischen Nationalmannschaft angehört.

## Karriere
Veronika Malá begann im Jahre 2001 das Handballspielen in ihrem Geburtsort bei Sokol Písek. Später rückte die Außenspielerin in den Kader der Damenmannschaft, mit der sie in der höchsten tschechischen Spielklasse auflief sowie am EHF Challenge Cup teilnahm. Nachdem Malá in der Saison 2015/16 bei DHC Slavia Prag unter Vertrag stand, schloss sie sich dem deutschen Bundesligisten VfL Oldenburg an. Im Sommer 2017 wechselte sie zum französischen Erstligisten Issy Paris Hand, der sich ein Jahr später in Paris 92 umbenannte. Ab der Saison 2021/22 stand sie beim deutschen Bundesligisten SG BBM Bietigheim unter Vertrag. Mit Bietigheim gewann sie 2021, 2022 und 2023 den DHB-Supercup, 2022, 2023 und 2024 die deutsche Meisterschaft, 2022 die EHF European League sowie 2022 und 2023 den DHB-Pokal. Im Sommer 2024 schloss sie sich mit der Profimannschaft der SG BBM Bietigheim dem Verein HB Ludwigsburg an. Mit Ludwigsburg gewann sie 2025 sowohl die deutsche Meisterschaft als auch den DHB-Pokal.
Malá lief für die tschechische Jugend- und Juniorinnennationalmannschaft auf. Mit diesen Auswahlmannschaften nahm sie an der U-17-Europameisterschaft 2011, an der U-19-Europameisterschaft 2013 und an der U-20-Weltmeisterschaft 2014 teil. Am 11. September 2014 gab sie ihr Debüt für die tschechische Nationalmannschaft. Sie nahm an der Europameisterschaft 2016, an der Weltmeisterschaft 2017 sowie an der Europameisterschaft 2018 teil. Bei der Weltmeisterschaft 2023 belegte sie mit Tschechien den 8. Platz.